# Elsa-Marianne von Rosen
Elsa-Marianne von Rosen (Estocolmo, 21 de abril de 1924–Copenhague, 7 de septiembre de 2014) fue una bailarina, coreógrafa y actriz sueca. Actuó entre 1939 y 1970 por toda Escandinavia.

## Biografía
Von Rosen era hija del artista conde Reinhold von Rosen y Elisabeth Österyd, su primera mujer. En 1950, von Rosen se casó con el editor Allan Fridericia (1921–1991). Posteriormente, se trasladaron a Dinamarca.
En 1984, recibió la Medalla Real al Mérito Litteris et artibus. También dirigió obras de ballet fuera de Escandinavia, Mónaco, los Estados Unidos, Reino Unido y Rusia. Fue directora de ballet en el Stora teatern de Gotemburgo entre 1970 y 1976 y también de Malmöbaletten entre 1980 y 1987.

## Filmografía
- 1939: Skanör-Falsterbo
- 1940: Kyss henne!
- 1941: Det sägs på stan
- 1950: Ung och kär
- 1954: Balettprogram
- 1957: Med glorian på sned
- 1958: Jazzgossen
- 1959: Fröken Julie
- 1967: Lorden från gränden
- 1970: The Only Way